# Sarsaparilla

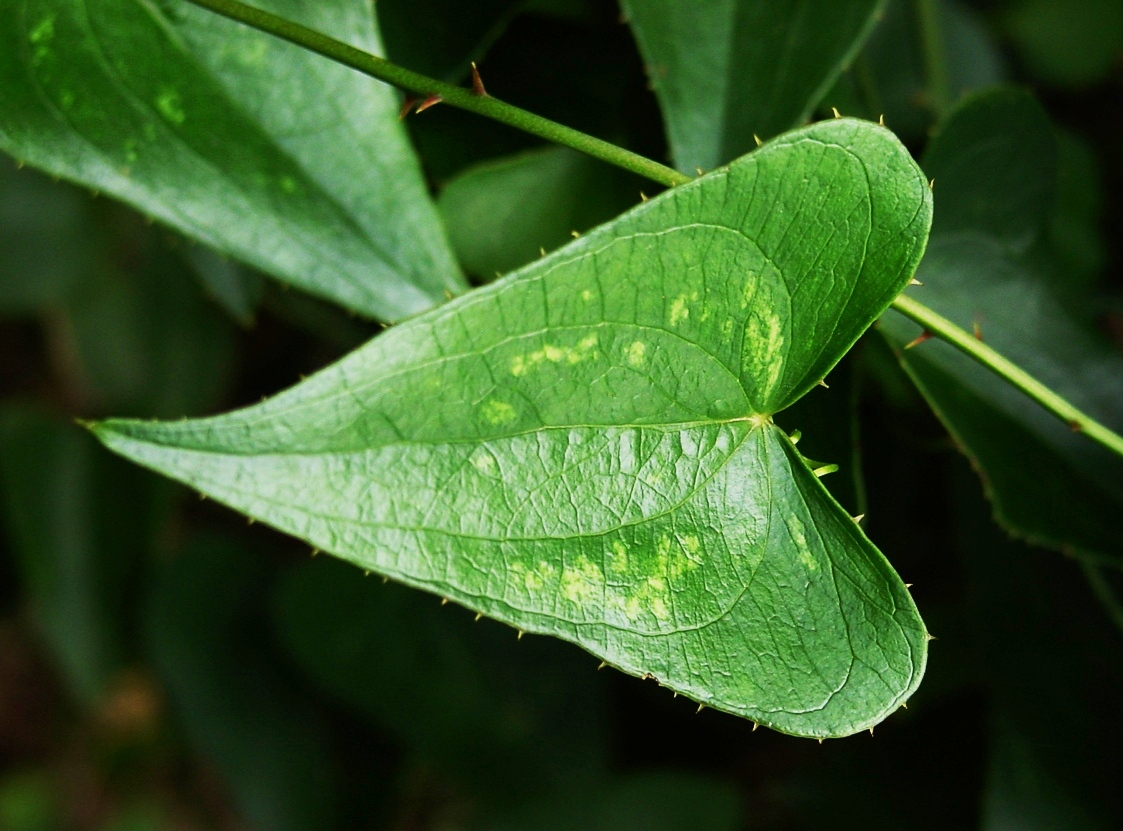
Smilax aspera

Sarsaparilla, ook wel bekend als sarsaparille of salsaparille, is de wortel (of wortelstok) van soorten van het geslacht Smilax. Het geslacht Smilax omvat diverse soorten klimmende planten en groeit met name in Mexico en Midden-Amerika.
Aan de wortel worden diverse geneeskrachtige werkingen toegekend. Het zou bloedzuiverend zijn en tegen reuma werken. In de Verenigde Staten wordt er root beer van gemaakt, een populaire frisdrank, die ook wel sarsaparilla wordt genoemd.

## Etymologie
Het woord "sarsaparilla" is het moderne Nederlandse woord voor het oudere sarsaparille of salsaparille, uit het Franse salsepareille, dat weer ontleend is uit het Spaanse zarzaparrilla.

## Andere planten onder deze naam
- Carex arenaria, zandzegge, ook bekend als Duitse sassaparille.
- Aralia nudicaulis, wilde sarsaparilla of valse sarsaparilla.

Deze planten zijn niet gerelateerd aan Smilax.

## Smurfen
Sarsaparilla is ook bekend als salsaparilla, het lievelingsvoedsel van de Smurfen. Het is niet helemaal duidelijk of hiermee Smilax aspera (de oorspronkelijke, Franstalige Smurfenverhalen) of Smilax regelii (naar het Engels vertaalde Smurfenverhalen) wordt bedoeld. De smurfen duiden er de hele plant mee aan, niet alleen maar de wortelstok. De rode vruchten van de plant worden door de Smurfen smurfbeien genoemd.